# Arie de Geus
Arie de Geus, né à Rotterdam le 11 août 1930 et mort dans le Surrey, le 9 novembre 2019 est un dirigeant d'entreprise néerlandais, théoricien des affaires et planificateur de scénarios. 
Il rejoint Royal Dutch/Shell en 1951 et y reste jusqu'à sa retraite en 1989. Il devient responsable du groupe de planification stratégique de Shell, se spécialisant dans la prospective à long terne et la construction de scénario prévisionnels pour l’entreprise, notamment avec Pierre Wack.

## Biographie
Arie de Geus nait à Rotterdam le 11 août 1930. Il étudie l'administration des affaires à la Nederlandse Economische Hoogeschool, devenue par la suite l'Université Érasme de Rotterdam et rejoint, en 1951, tout en continuant ses études, la société Shell en tant que comptable. Il fait toute sa carrière dans l'entreprise chez Shell, occupant des postes aux Pays-Bas, en Turquie, en Belgique et au Brésil. En 1979, il devient coordinateur régional pour l'Afrique et l'Asie du Sud en 1979, il occupe par la suite le poste de coordonnateur de la planification de groupe, jusqu'à sa retraite en 1989. 
Après sa retraite, Arie de Geus est chercheur invité à la London Business School et travaillé au Centre for Organizational Learning du MIT, notamment avec Peter Senge, et  Chris Argyris. Il est également conseiller de la Banque mondiale. Il est nommé officier de l'Ordre d'Orange-Nassau par la Reine des Pays-Bas en 1988. Il reçoit un doctorat honoris causa de l'Université de Westminster en 1997.

## Idées
Arie de Geus critique notre tendance à considérer les entreprises comme des dispositifs techniques, i.e. totalement asservis à notre volonté. Il préconise de plutôt les voir comme des communautés humaines ou comme des systèmes vivants.
Une de ses citations connues: « La capacité d’apprendre plus vite que vos concurrents peut être le seul avantage concurrentiel durable »,. Il est à la base du concept d’organisation apprenante, il serait le premier à avoir utilisé l'expression et a eu un rôle central dans la fondation et le développement de la Société pour l'apprentissage organisationnel (SOL). Il s’investit également dans l'apprentissage des jeunes par le biais des processus du modèle finlandais Team Academy.
Il étudie la capacité des entreprises à durer longtemps, et constate que la plupart des grandes entreprises ne dépassent pas 40 ans. Selon lui, celles qui durent plus longtemps sont celles qui développent un sentiment d’appartenance chez leurs salariés et qui se considèrent comme des communautés humaines et non comme des machines à faire de l’argent,.
Il fait travailler les dirigeants de Shell sur des scénarios construits autour de risques de changements disruptifs de leur environnement, comme par exemple une période de très importante surproduction mondiale de pétrole, puis de disparition de l’Union Soviétique. Ce dernier scénario a été travaillé en 1983, soit en amont de l’événement.

## Publications

### Ouvrage
- La pérennité des entreprises : L'expérience des entreprises centenaires au service de celle qui veulent le devenir, Maxima, coll. « Collection Institut du management d'EDF et de GDF », 1997, 272 p. (ISBN 9782840011286)
- (en) The Living Company : Habits for Survival in a Turbulent Business, Mc Graw Hill, 2002, 214 p. (ISBN 9781578518203)

### Articles
- (en) « Planning as Learning », Harvard Business Review,‎ mars 1988 (lire en ligne)
- (en) « Companies: What Are They? », RSA Journal, Royal Society of Arts,‎ 25 janvier 1995 (lire en ligne)
- (en) « The Living Company », Harvard Business Review,‎ mars-avril 1997 (lire en ligne) prix Edwin G. Booz du livre économique le plus innovant